# فرد كليمونز
فرد كليمونز (بالإنجليزية: Fred Clemons)‏ هو مصمم سيارات أمريكي، ولد في 14 فبراير 1889، وتوفي في 10 فبراير 1945.